# Afrosyleter
Afrosyleter is een geslacht van kevers uit de familie van de loopkevers (Carabidae). De wetenschappelijke naam van het geslacht is voor het eerst geldig gepubliceerd in 1959 door Basilewsky.

## Soorten
Het geslacht Afrosyleter omvat de volgende soorten:
- Afrosyleter congoensis (Burgeon, 1935)
- Afrosyleter ituricus Basilewsky, 1959
- Afrosyleter leleupi Basilewsky, 1959
- Afrosyleter pauliani Basilewsky, 1959
- Afrosyleter reticulatus Basilewsky, 1962
- Afrosyleter serrulatus Basilewsky, 1959